# Glicerol
Glicerol (prema grč. glykys: sladak + [alkoh]ol; 1,2,3-propantriol, propan-1,2,3-triol, C3H8O3, CH2OH-CHOH-CH2OH, HOCH2CH(OH)CH2OH, E 422) je najjednostavniji triol. Kao sinonim za taj spoj ponekad se koristi naziv glicerin, ali njegova upotreba nije preporučljiva.

## Svojstva
Sirupasta je, higroskopna, gusta i prozirna tekućina, bez izrazitog mirisa. Vrelište mu je na 290 °C, a gustoća 1,26 g/cm3 (gušći je od vode).
Na sobnoj temperaturi je vrlo viskozna bezbojna kapljevina slatkasta okusa. Sastavni je dio spojeva koji izgrađuju biološke membrane, a s masnim kiselinama tvori masti i ulja. Esterski vezan s masnim kiselinama tvori gliceride, od kojih se sastoje prirodne masti i ulja. Sporedni je proizvod u proizvodnji sapuna.

## Dobivanje
Može se dobiti fermentacijom šećera ili sintetski iz propilena. Takav glicerol dobiven šećernim vrenjem, u prisustvu natrijeva sulfita (Na2SO3) naziva se komercijalno "Protol".
Čisti glicerol dobiva se iz sirovoga destilacijom u vakuumu.
U komercijalne svrhe se proizvodi hidrolizom masti.

## Upotreba
Upotrebljava se u kemijskoj industriji za proizvodnju glicerol-trinitrata (nitroglicerina) i pripravu drugih eksploziva. 
U kozmetičkoj/farmaceutskoj industriji za proizvodnju krema i sapuna (kao sredstvo zadržavanja vlage), kao lubrikant i laksativ, kao otapalo, te kao antifriz. 
U kožnoj i prehrambenoj industriji koristi se kao sredstvo za konzerviranje. 
U proizvodnji tiskarskih boja, alkidnih smola i polimernih materijala koristi se kao mazivo za rashladne strojeve. 

Upotrebljava se i za punjenje električnih cigareta.